# 阿龙·詹姆斯
阿倫·詹姆斯（英語：Aaron James，1952年10月5日—），美国NBA联盟前职业篮球运动员。他在1974年的NBA选秀中第2轮第28顺位被新奥尔良爵士选中。